# Ле-Блан-Меніль
Ле-Блан-Мені́ль (фр. Le Blanc-Mesnil) — місто та муніципалітет у Франції, у регіоні Іль-де-Франс, департамент Сена-Сен-Дені. Населення — 58 257 осіб (01.01.2021).
Муніципалітет розташований на відстані близько 12 км на північний схід від Парижа, 3 км на північ від Бобіньї.

## Демографія
Динаміка населення ( ):
Розподіл населення за віком та статтю (2006):
| Стать | Всього | До 15 років | 15-24 | 25-44 | 45-64 | 65-85 | Понад 85 |
| --- | ------ | ----------- | ----- | ----- | ----- | ----- | -------- |
| Чоловіки | 24 806 | 6035        | 3749  | 7004  | 5731  | 2192  | 95       |
| Жінки | 26 292 | 5780        | 3661  | 7651  | 5866  | 2988  | 346      |
| \| Статево-вікова піраміда \| Статево-вікова піраміда \| Статево-вікова піраміда \| \| ----------------------- \| ----------------------- \| ----------------------- \| \| Чоловіки \| Вік \| Жінки \| \| 95 \| 85 + \| 346 \| \| 293 \| 80-84 \| 476 \| \| 494 \| 75-79 \| 726 \| \| 670 \| 70-74 \| 952 \| \| 735 \| 65-69 \| 834 \| \| 891 \| 60-64 \| 880 \| \| 1542 \| 55-59 \| 1345 \| \| 1614 \| 50-54 \| 1830 \| \| 1684 \| 45-49 \| 1811 \| \| 2041 \| 40-44 \| 1918 \| \| 1650 \| 35-39 \| 1984 \| \| 1675 \| 30-34 \| 1818 \| \| 1638 \| 25-29 \| 1931 \| \| 1775 \| 20-24 \| 1967 \| \| 1974 \| 15-20 \| 1694 \| \| 1856 \| 10-14 \| 1691 \| \| 2045 \| 5-9 \| 1952 \| \| 2134 \| 0-4 \| 2137 \| |        |             |       |       |       |       |          |
| Статево-вікова піраміда |        |             |       |       |       |       |          |
| Чоловіки | Вік    | Жінки       |       |       |       |       |          |
| 95 | 85 +   | 346         |       |       |       |       |          |
| 293 | 80-84  | 476         |       |       |       |       |          |
| 494 | 75-79  | 726         |       |       |       |       |          |
| 670 | 70-74  | 952         |       |       |       |       |          |
| 735 | 65-69  | 834         |       |       |       |       |          |
| 891 | 60-64  | 880         |       |       |       |       |          |
| 1542 | 55-59  | 1345        |       |       |       |       |          |
| 1614 | 50-54  | 1830        |       |       |       |       |          |
| 1684 | 45-49  | 1811        |       |       |       |       |          |
| 2041 | 40-44  | 1918        |       |       |       |       |          |
| 1650 | 35-39  | 1984        |       |       |       |       |          |
| 1675 | 30-34  | 1818        |       |       |       |       |          |
| 1638 | 25-29  | 1931        |       |       |       |       |          |
| 1775 | 20-24  | 1967        |       |       |       |       |          |
| 1974 | 15-20  | 1694        |       |       |       |       |          |
| 1856 | 10-14  | 1691        |       |       |       |       |          |
| 2045 | 5-9    | 1952        |       |       |       |       |          |
| 2134 | 0-4    | 2137        |       |       |       |       |          |

## Економіка
2010 року серед 33 616 осіб працездатного віку (15—64 років) 24 393 були активними, 9223 — неактивними (показник активності 72,6%, у 1999 році було 70,6%). З 24 393 активних мешканців працювало 19 920 осіб (10 475 чоловіків та 9445 жінок), безробітними було 4473 (2266 чоловіків та 2207 жінок). Серед 9223 неактивних 3768 осіб було учнями чи студентами, 1821 — пенсіонерами, 3634 були неактивними з інших причин.

У 2010 році в муніципалітеті рахувалося 18059 оподаткованих домогосподарств, у яких проживали 53890,0 особи, медіана доходів виносила 14 188 євро на одного особоспоживача

## Уродженці
- Фабріс Н'Сакала (*1990) — відомий конголезький футболіст, півзахисник.
- Мусса Сіссоко (*1989) — відомий французький футболіст, півзахисник.

## Визначні пам'ятки
30 квітня 2023 року в місті було встановлено пам'ятник Анні Ярославні, дочці князя Київської Русі Ярослава Мудрого і королеві Франції.